# 播但聯絡道路
播但聯絡道路（日语：／ Bantan renraku dōro */?）是日本兵庫縣姬路市的一條收費地域高規格道路，全長65.1公里，由兵庫縣道路公社管理和營運。一般稱之為“播但道”。

## 外部連結
- 兵庫縣道路公社
- 播但连络道路收费表